# Лорна Дун
Лорна Дун (англ. Lorna Doone) — американська мелодрама режисера Філа Карлсона 1951 року.

## Сюжет
Лорна Дун закохується в Джона Рідда, але вона заручена (проти її волі) з Карвером Дуном. Джон має намір перемогти порочну сім'ю Дун і отримати Лорну.

## У ролях
- Барбара Хейл — Лорна Дун
- Річард Грін — Джон Рідд
- Карл Бентон Рейд — сер Енсор Дун
- Вільям Бішоп — Карвер Дун
- Рон Ренделл — Том Фаггас
- Шон МакКлорі — Чарлворт Дун
- Онслоу Стівенс — радник Дун
- Лестер Метьюз — король Карл II
- Джон Денер — барон де Вічгілз
- Глорія Петрофф — Лорна Дун (дитина)